# Nuova Slovenia
Nuova Slovenia - Democratici Cristiani (in sloveno Nova Slovenija - Krščanski demokrati - N.Si) è un partito sloveno di centro-destra; fondato nel 2000 col nome di Nuova Slovenia - Partito Popolare Cristiano (Nova Slovenija - Krščanska ljudska stranka), ha cambiato nome il 9 novembre 2013.

## Ideologia e posizioni
N.Si si colloca su posizioni europeiste e social-conservatrici, osservando i dettami della Chiesa cattolica. Si oppone al matrimonio tra persone dello stesso sesso ma riconosce delle tutele per le unioni civili.
Il partito propugna un'economia sociale di mercato.
Aderisce al Partito Popolare Europeo.

## Storia
Il partito nacque nel 2000 a seguito di una scissione all'interno del Partito Popolare Sloveno guidata dall'allora Primo Ministro Andrej Bajuk e dovuta a disaccordi sulla legge elettorale. I promotori del nuovo partito erano tutti ex-membri dei Democratici Cristiani Sloveni, che poco tempo prima si erano fusi con il Partito Popolare. Pochi mesi dopo, il partito ha firmato un accordo di stretta collaborazione con il Partito Democratico Sloveno.
Alle prime elezioni in cui si è presentato, nel 2000, il partito ha ricevuto l'8,67% dei voti, contro il 9,57% del Partito Popolare Sloveno. Nel 2004 ha ottenuto il 9% e 9 seggi all'Assemblea nazionale, ed è entrato nel governo guidato da Janez Janša con quattro ministri.
Nelle elezioni per il Parlamento europeo del 2004 il partito è stato il più votato, con il 23,57% e 2 dei 7 seggi riservati alla Slovenia. Questo successo è stato in gran parte dovuto alla popolarità del capolista, Lojze Peterle.
Alle politiche del 2008 N.Si ha subito un forte ridimensionamento, passando dal 9,9% al 3,3% e  non eleggendo alcun deputato. A causa di questo risultato, Bajuk si è dimesso da leader del partito, lasciando il posto a Ljudmila Novak.
Alle politiche del 2011 il partito è riuscito a tornare in parlamento con il 4,9% dei voti ed è entrato a far parte della coalizione di governo di Janez Janša.

## Presidenti
| # | Presidente | Presidente     | Mandato        | Mandato         |
| # | Presidente | Presidente     | Inizio         | Fine            |
| - | ---------- | -------------- | -------------- | --------------- |
| 1 |            | Andrej Bajuk   | 2000           | 2008            |
| 2 |            | Ljudmila Novak | 2008           | 31 gennaio 2018 |
| 3 |            | Matej Tonin    | 21 aprile 2018 | in carica       |

## Alcuni esponenti importanti
- Andrej Bajuk
- Lojze Peterle
- Janez Drobnič
- Jure Zupan
- Lovro Šturm
- Andrej Capuder
- Ljudmila Novak
- Marjetka Cotman

## Risultati elettorali
| Elezione          | Voti    | %     | Seggi  |
| ----------------- | ------- | ----- | ------ |
| Parlamentari 2000 | 93.247  | 8,66  | 8 / 90 |
| Europee 2004      | 102.753 | 23,57 | 2 / 8  |
| Parlamentari 2004 | 88.073  | 9,09  | 9 / 90 |
| Parlamentari 2008 | 35.774  | 3,40  | 0 / 90 |
| Europee 2009      | 76.497  | 16,53 | 1 / 8  |
| Parlamentari 2011 | 53.758  | 4,88  | 4 / 90 |
| Europee 2014      | 66.760  | 16,60 | 1 / 8  |
| Parlamentari 2014 | 48.846  | 5,59  | 5 / 90 |
| Parlamentari 2018 | 63.792  | 7,16  | 7 / 90 |
| Europee 2019      | 53.621  | 11,12 | 1 / 8  |
| Parlamentari 2022 | 81.794  | 6,86  | 8 / 90 |
| 1.                |         |       |        |